# Стивенс, Слоан
Сло́ан Стивенс (англ. Sloane Stephens /sloʊn ˈstiːvənz/; родилась 20 марта 1993 года в Плантейшен, США) — американская профессиональная теннисистка; победительница одного турнира Большого шлема в одиночном разряде (Открытый чемпионат США-2017); финалистка одного турнира Большого шлема в одиночном разряде (Открытый чемпионат Франции-2018); финалистка одного Итогового турнира в одиночном разряде (Финал тура WTA-2018); победительница девяти турниров WTA (из них восемь в одиночном разряде); победительница Кубка Федерации (2017) в составе национальной сборной США; бывшая третья ракетка мира в одиночном разряде.
В юниорах: победительница трёх юниорских турниров Большого шлема в парном разряде; финалистка одного юниорского турнира Большого шлема в парном разряде (Открытый чемпионат США-2008); бывшая пятая ракетка мира в юниорском рейтинге.

## Общая информация
Слоан — одна из двух детей Сибил Смит и Джона Стивенса. Её брата зовут Шон Фаррелл. Уроженка Плантейшена не первая спортсменка в семье: её мама занималась в своё время плаванием и неплохо себя проявила на университетском уровне; её отец — бывший игрок в американский футбол. В 1988 году он признавался новичком года среди нападающих в НФЛ.
Отец теннисистки ушёл из семьи, когда Слоан была совсем маленькая и она с ним мало общалась. Её воспитывал вместе с матерью отчим Шелдон Фарелл, который умер от рака в 2007 году. В августе 2009 года её биологический отец Джон Стивенс погиб в автокатастрофе. Слоан переживала этот факт и была на похоронах, однако не снялась со стартовавшего через несколько дней Открытого чемпионата США.
Ныне семейство Стивенс владеет похоронным агентством. Если бы в своё время спортивная карьера Слоан не достигла подобных пиков, то она вполне могла бы работать в семейном бизнесе.
В девять лет, по протекции матери, американка пришла в теннис. Её любимое покрытие — грунт.
Слоан и футболист Джози Алтидор объявили о своей помолвке в апреле 2019 года. Пара поженилась 1 января 2022 года в отеле St. Regis Bal Harbour в Майами-Бич, штат Флорида.

## Спортивная карьера

### Начало карьеры
На юниорском уровне Стивенс заметно выступала в парном разряде. В 2008 году в дуэте с Мэллори Бердетт она дошла до финала парного Открытого чемпионата США среди девушек. Наиболее успешным на юниорском этапе карьеры для Стивенс становится 2010 год. В сотрудничестве с венгерской теннисисткой Тимеей Бабош она сумела выиграть три из четырёх розыгрышей Большого шлема среди девушек в парном разряде. Бабош и Стивенс покорились в том сезоне Открытый чемпионат Франции, Уимблдонский турнир и Открытый чемпионат США.
В июне 2008 года в паре с Кристиной Макхейл она выиграла свой первый профессиональный турнир из цикла ITF. Первое появление Стивенс на основных соревнованиях WTA-тура произошло в августе 2008 года на Открытом чемпионате США, где американка выступила в миксте в паре с Робертом Кендриком. В марте 2010 года она квалифицировалась на Премьер-турнир в Индиан-Уэлсе. В первом своём матче на таком уровне Слоан обыгрывает на тай-брейках Луцию Градецкую, а в следующем раунде проигрывает № 12 посева Вере Звонарёвой.
В мае 2011 года Стивенс выиграла 50-тысячник ITF на грунте в Италии. Затем она смогла через квалификацию пробиться на Открытый чемпионат Франции, где она дебютировала в основной сетке Большого шлема в одиночном разряде. В первом раунде Слоан уступила Елене Балтаче. В августе на турнире в Карлсбаде она впервые пробилась в четвертьфинал WTA. На первом во взрослом одиночном разряде Открытом чемпионате США Стивенс смогла переиграть Реку Луцу Яни и Шахар Пеер и попасть, таким образом, в третий раунд. По итогам года 18-летняя американка вошла в топ-100 мирового рейтинга (97-е место), став самой молодой теннисисткой в первой сотне.

### 2012—2014 (полуфинал в Австралии)

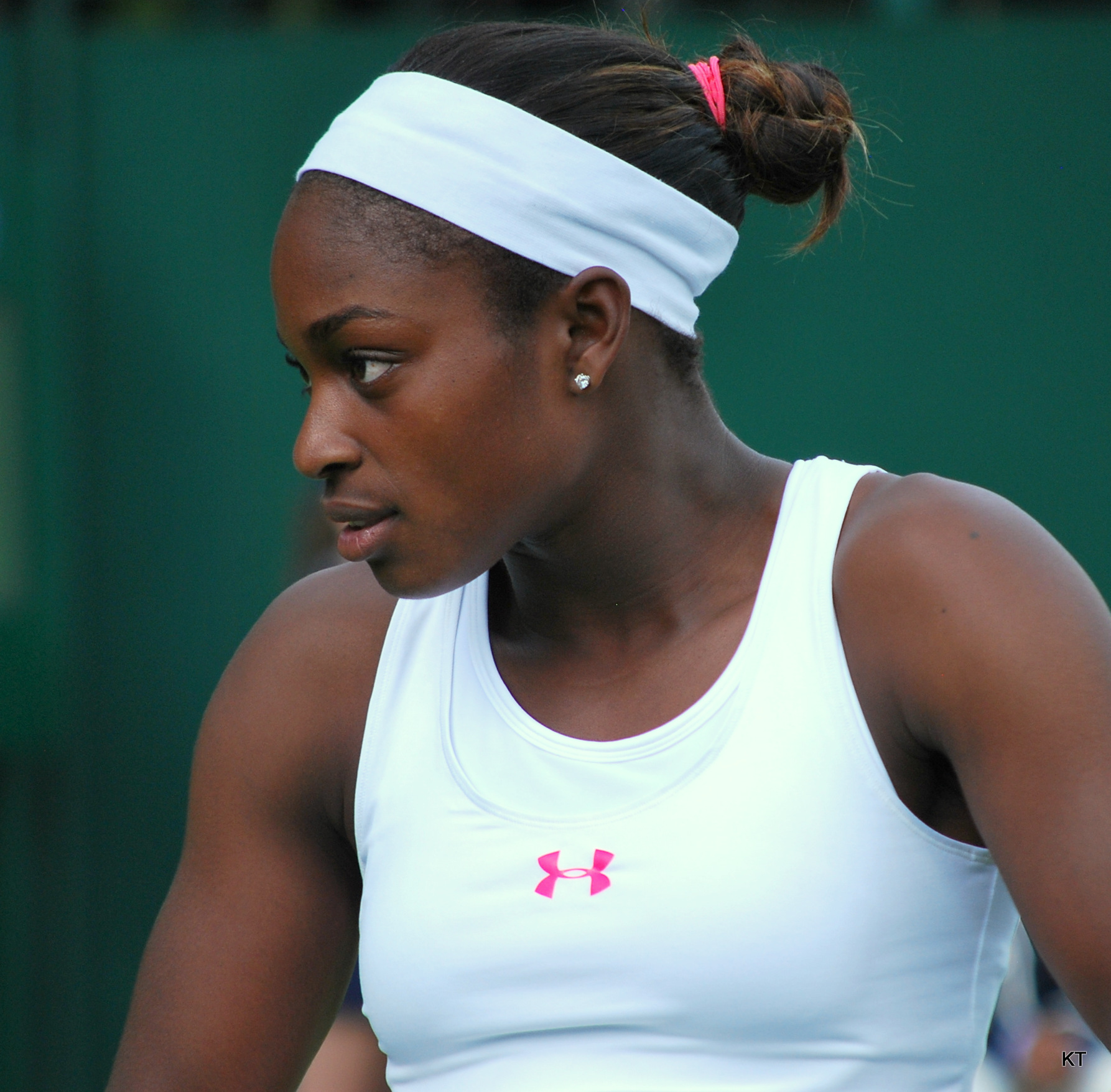
Стивенс на Уимблдонском турнире 2012 года

На дебютном в основе Открытом чемпионате Австралии в 2012 году Стивенс вышла во второй раунд. В апреле она впервые сыграла за сборную США в розыгрыше Кубка Федерации. В мае на турнире в Страсбурге она смогла выйти в полуфинал. На Открытом чемпионате Франции Слоан обыграла Екатерину Макарову, Бетани Маттек-Сандс и Матильду Юханссон, пройдя в четвёртый раунд. Путь в четвертьфинал для неё закрыла шестой номер посева Саманта Стосур. На Уимблдонском турнире Стивенс пробралась в третий раунд. где проиграла Сабине Лисицки. В августе она смогла выйти в полуфинал турнира в Вашингтоне. На Открытом чемпионате США Слоан прошла в третий раунд, победив № 22 посева Франческу Скьявоне и Татьяну Малек. Второй сезон подряд она завершает сезон выступлениями в США, пропуская осеннюю часть сезона. По итогам 2012 года Стивенс стала самой молодой теннисисткой в топ-50.
2013 год Стивенс начинает с четвертьфинала на турнире в Брисбене. На турнире в Хобарте она уже вышла в полуфинал. На Открытом чемпионате Австралии Слоан громко заявила о себе. В первых раундах она смогла выиграть у Симоны Халеп, Кристины Младенович, Лору Робсон и Бояну Йовановски, оформив выход в свой первый четвертьфинал Большого шлема. На этой стадии в соперницы Стивенс досталась знаменитая соотечественница Серена Уильямс. Слоан, прежде никогда не обыгрывавшая представительниц топ-10, смогла сотворить сенсацию и выбить с турнира одну из главных фавориток. Победа над Уильямс произошла в трёх сетах и завершилась со счётом 3-6, 7-5, 6-4. В полуфинале американка не смогла совершить ещё одно чудо и проиграла лидеру мирового тенниса на тот момент Виктории Азаренко — 1-6, 4-6. После Австралии Стивенс входит в топ-20, заняв там 17-ю строчку.
После Австралии 2013 года Стивенс выступала не слишком стабильно и первого четвертьфинала достигла в мае на турнире в Брюсселе. На Открытом чемпионате Франции она вышла в четвёртый раунд, где проиграла Марии Шараповой. На Уимблдонском турнире Слоан удалось попасть в четвертьфинал. На этой стадии она уступила чемпионке того розыгрыша Уимблдона Марион Бартоли. В августе на премьер-турнире в Цинциннати Стивенс смогла обыграть третью ракетку мира Марию Шарапову в матче второго раунда (2-6, 7-6(5), 6-3), однако уже в следующем уступила Елене Янкович. На турнире в Нью-Хэйвене она дошла до четвертьфинала. На Открытом чемпионате США Стивенс доиграла до четвёртого раунда, где у неё взяла реванш за поражение в Австралии Серена Уильямс. В осенней части сезона американская спортсменка дважды выходила в четвертьфинал на турнирах в Линце и Люксембурге. По итогам сезона 2013 года Стивенс заняла 12-е место в женском рейтинге.
На Австралийском чемпионате Стивенс не сиогла повторить прошлогодний результат. Её обидчица по полуфиналу 2013 года Виктория Азаренко волей жребия встретилась Слоан в четвёртом раунде и вновь обыграла американку. В марте на премьер-турнире в Индиан-Уэлсе она вышла в четвертьфинал. На Открытом чемпионате Франции Стивенс доиграла как и в Австралии до четвёртого раунда, где её переиграла Симона Халеп. При подготовке к Уимблдону она смогла выйти в четвертьфинал в Бирмингеме. На самом же Уимблдоне Стивенс выбыла уже в первом раунде, проиграв россиянке Марии Кириленко. На Открытом чемпионате США она также рано покинула турнир, уступив во втором раунде Юхане Ларссон.

### 2015—2017 (победа в США)

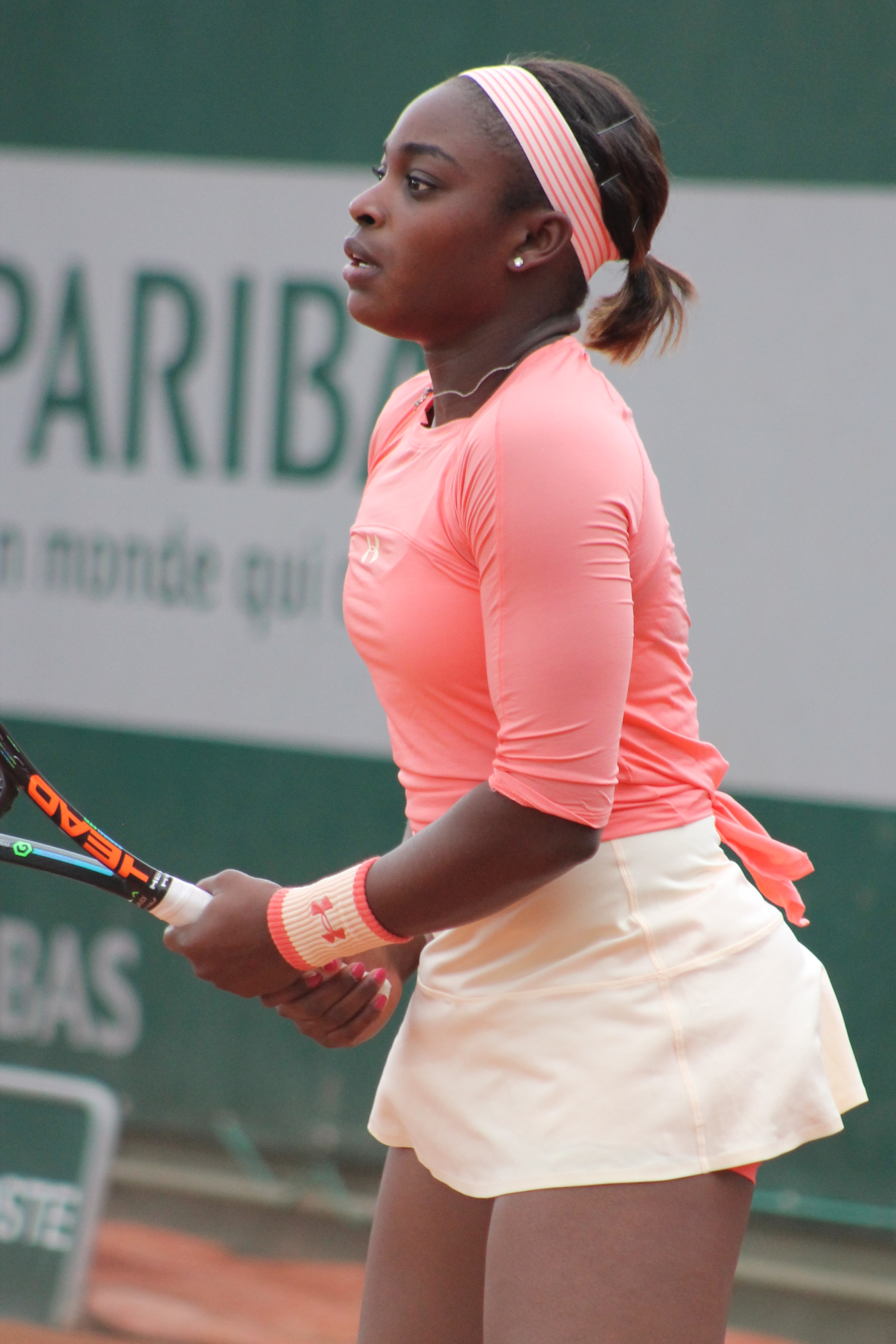
Стивенс на Открытом чемпионате Франции 2015 года

На Открытом чемпионате Австралии 2015 года Стивенс третий год подряд проигрывает Виктории Азаренко, но на этот раз теннисистки столкнулись уже в первом раунде. В марте 22-летняя американка смогла выйти в четвертьфинал на премьер-турнире в Майами. Следующий раз до поздних стадий она дошла в мае на грунте в Страсбурге, где попала в полуфинал. На Ролан Гаррос Слоан доиграла до четвёртого раунда, проиграв в матче за 1/4 финала Серене Уильямс. В июне на траве в Истборне она вышла в полуфинал, а на Уимблдонском турнире выбыла на стадии третьего раунда. В начале августа Стивенс завоевала свой первый титул WTA. Она оказалась сильнее всех на турнире в Вашингтоне, обыграв по ходу турнира Магду Линетт, Луизу Чирико, Саманту Стосур и в финале со счётом 6-1, 6-2 Анастасию Павлюченкову. На Открытом чемпионате США она выбыла уже на старте. В сентябре Стивенс вышла в четвертьфинал в Сеуле.
Удачно для себя Стивенс начала сезон 2016 года. На первом в сезоне турнире в Окленде она смогла победить. В титульном матче американка переиграла немецкую теннисистку Юлию Гёргес — 7-5, 6-2. На Австралийском чемпионате она неожиданно оступилась в первом раунде, проиграв малоизвестной китаянке Ван Цян. В конце февраля Стивенс завоевывает титул на турнире в Акапулько, обыграв в финале Доминику Цибулкову — 6-4, 4-6, 7-6(5). В апреле Слоан выиграла третий в сезоне турнир. Произошло это на грунте в Чарлстоне. В финале ей противостояла россиянка Елена Веснина, которую Стивенс обыграла со счётом 7-6(4), 6-2. На Ролан Гаррос и Уимблдоне результатом Стивенс стал выход в стадию третьего раунда. В августе она принимает участие в первых для себя Олимпийских играх, проводившихся в Рио-де-Жанейро. Выступление на Олимпиаде сложилось для американки неудачно и она уже в первом раунде проиграла Эжени Бушар. Этот матч стал последним в сезоне для Стивенс. Причиной стала травма стопы из-за которой она была вынуждена на долгий срок прервать выступления в туре.
Стивенс вернулась на корт только через 11 месяцев. Первым турниром в 2017 году стал для неё Уимблдон, где Слоан в первом раунде уступила Алисон Риск. В начале августа на турнире в Вашингтоне она вышла в парный финал в альянсе с Эжени Бушар. На премьер-турнире в Торонто Стивенс вышла в полуфинал, обыграв по пути в том числе № 14 в мире Петру Квитову и № 3 Анжелику Кербер. Также до полуфинала американская теннисистка прошла и на премьер-турнире в Цинциннати. На Открытом чемпионате США Стивенс смогла впервые в карьере стать победительницей турнира Большого шлема. Многие фаворитки выбыли с турнира уже на ранних стадиях и Стивенс на пути к победе встретились две представительницы топ-10: во втором раунде № 10 Доминика Цибулкова и в полуфинале № 9 Винус Уильямс. В титульном матче Слоан была сильнее соотечественницы Мэдисон Киз. Благодаря этой победе, Стивенс с 83-го места поднялась на 17-е в мировом рейтинге.
| Стадия  | Соперница (посев)        | Рейтинг | Счёт           |
| 1 раунд | Роберта Винчи            | 47      | 7-5 6-1        |
| 2 раунд | Доминика Цибулкова (11)  | 10      | 6-2 5-7 6-3    |
| 3 раунд | Эшли Барти               | 43      | 6-2 6-4        |
| 4 раунд | Юлия Гёргес (30)         | 33      | 6-3 3-6 6-1    |
| 1/4     | Анастасия Севастова (16) | 17      | 6-3 3-6 7-6(4) |
| 1/2     | Винус Уильямс (9)        | 9       | 6-1 0-6 7-5    |
| Финал   | Мэдисон Киз (15)         | 16      | 6-3 6-0        |

К концу сезона 2017 года Стивенс поднялась на 13-е место и сыграла во втором по значимости итоговом турнире — Трофей элиты WTA, однако завершила его на групповой стадии после двух поражений (один матч не смогла доиграть). Завершила сезон Стивенс игрой за сборную в финале Кубка Федерации против команды Беларуси. Стивенс проиграл оба своих матча Арине Соболенко и Александре Соснович, но, к счастью для её команды, партнёрши смогли выиграть в других матчах и США одержала победу со счётом 3:2, завоевав престижный командный трофей в 18-й раз и впервые с 2000 года.

### 2018—2019 (финалы на Ролан Гаррос и Итоговом турнире, № 3 в мире и спад в игре)
Старт сезона 2018 года сложился для Стивенс неудачно. На Открытый чемпионат Австралии она проиграла в первом круге китайской теннисистке Чжан Шуай. Хорошую форму она набрала в середине марта, когда показала отличную игру на Премьер турнире высшей категории в Майами. Слоан сумела завоевать титул (6-й в карьере), обыграв трёх теннисисток из топ-10, в том числе в финале была обыграна Елена Остапенко из Латвии. Победа в Майами позволила американке впервые подняться в топ-10 мирового рейтинга (9-е место). В апреле Стивенс помогла сборной США обыграть в полуфинале Кубка Федерации сборную Франции, выиграв две личные встречи: у Полин Пармантье и Кристины Младенович.
Грунтовую часть сезона 2018 года Стивенс проводила без ярких результатов, однако на главном грунтовом турнире Ролан Гаррос она смогла показать хорошую игру. Стивенс смогла выйти в финал, проиграв за шесть матчей только один сет. В третьем раунде она провела самый сложный матч на пути к финалу, обыграв Камилу Джорджи в последнем сете со счётом 8:6. В решающем матче за титул она сыграла против первой ракетки мира Симоны Халеп и смогла выиграть первый сет, однако следующие два проиграла и не смогла выиграть второй титул Большого шлема. По окончании турнира Слоан смогла стать четвёртой ракеткой мира.
| Стадия  | Соперница (посев)    | Рейтинг | Счёт        |
| 1 раунд | Аранча Рус (LL)      | 106     | 6-2 6-0     |
| 2 раунд | Магдалена Френх (Q)  | 136     | 6-2 6-2     |
| 3 раунд | Камила Джорджи       | 57      | 4-6 6-1 8-6 |
| 4 раунд | Анетт Контавейт (25) | 24      | 6-2 6-0     |
| 1/4     | Дарья Касаткина (14) | 14      | 6-3 6-1     |
| 1/2     | Мэдисон Киз (13)     | 13      | 6-4 6-4     |
| Финал   | Симона Халеп (1)     | 1       | 6-3 4-6 1-6 |

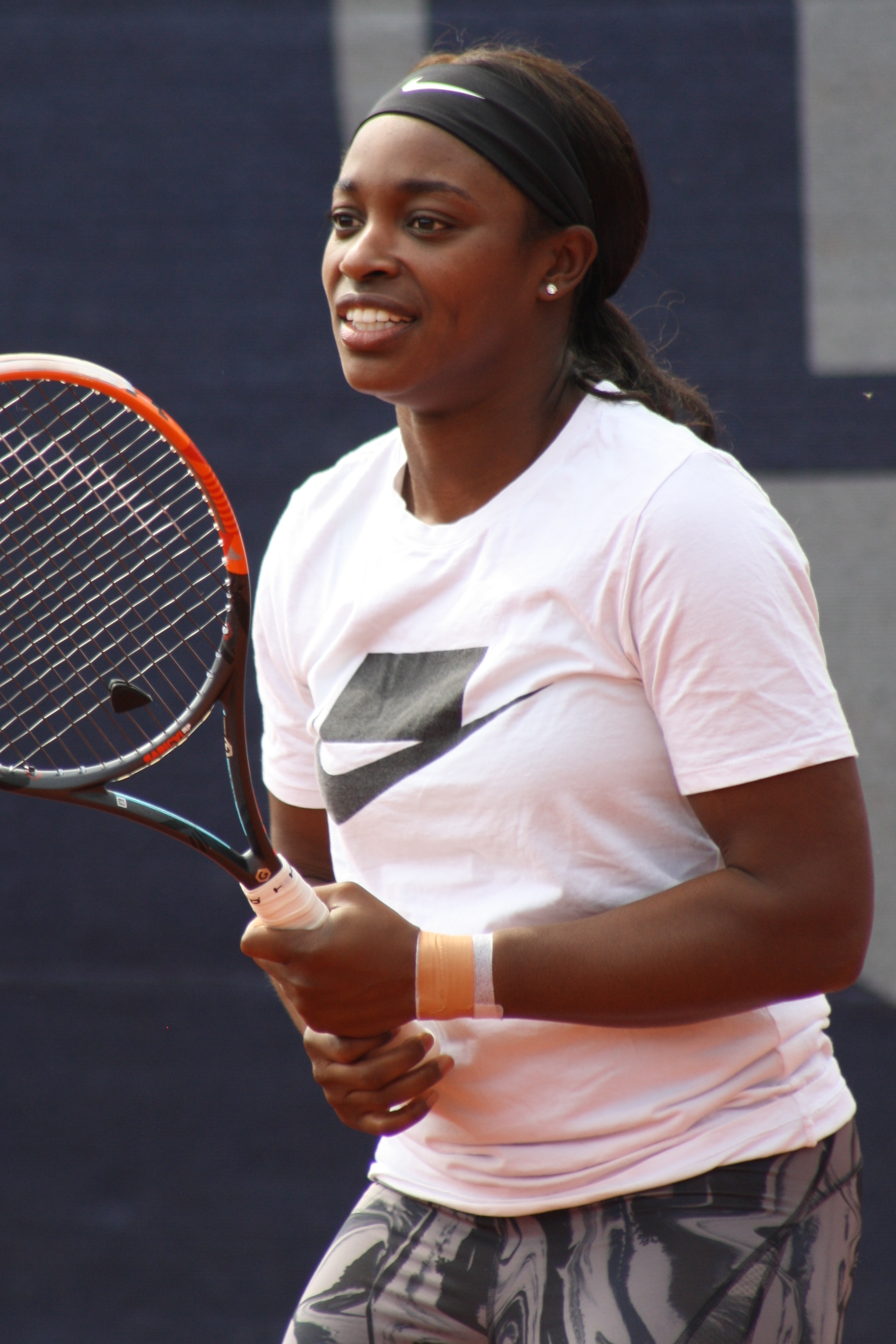
Стивенс в 2018 году

Стивенс, отличающаяся нестабильностью в игре, после Ролан Гаррос на Уимблдонском турнире проиграла уже в первом раунде, однако после того поражения смогла в рейтинге подняться на самую высокую в карьере — третью строчку мирового рейтинга. В августе она вновь смогла показать хорошую форму и выйти в финал турнира сери Премьер 5 в Монреале. В полуфинале Стивенс обыграла пятую ракетку мира Элину Свитолину (6:3, 6:3), а в финале вновь не смогла одолеть Симону Халеп (6:7, 6:3, 4:6). На Открытом чемпионате США Стивенс защищала прошлогодний титул и смогла доиграть до четвертьфинала, однако на этой стадии проиграла Анастасии Севастовой. Потеря рейтинговых очков сказалась на рейтинге и Слоан опустилась с третьего на девятое место.
Осенью Стивенс вновь не показывала сильных результатов, но потери рейтинговых очков соперниц позволили американке впервые классифицироваться на Итоговый турнир WTA. Здесь Стивенс вновь сумела показать классную игру. В своей группе она выиграла все три матча, обыграв № 4 в мире Наоми Осаку, № 9 Кики Бертенс и № 2 Анжелику Кербер. В полуфинале она переиграла № 8 в мире Каролину Плишкову (0:6, 6:4, 6:1). В финале Стивенс сыграла с Элиной Свитолиной и проиграл ей со счётом 6:3, 2:6, 2:6. По итогам сезона Стивенс стала шестой ракеткой мира.
После двух сезонов с хорошими результатами, в 2019 году у Стивенс произошёл спад в игре. На Открытом чемпионате Австралии Слоан прошла три круга соревнований, а в четвёртом уступила российской теннисистке Анастасии Павлюченковой. В апреле на турнире в Чарлстоне она первый раз в сезоне дошла до четвертьфинала, но проиграла американской теннисистке Мэдисон Киз в трёх сетах. После этого она помогла сборной США обыграть Швейцарию в борьбе за сохранение место в основной группе Кубка Федерации на следующий год. Слоан выиграл две личных встречи у Тимеи Бачински и Виктории Голубич. В мае на престижном грунтовом турнире в Мадриде ей удалось выйти в полуфинал. На Ролан Гаррос Стивенс вышла в четвертьфинал, обыграв в четвёртом раунде чемпионку 2016 года Гарбинью Мугурусу, однако в борьбе за полуфинал проиграла Йоханне Конте. На Уимблдоне 2019 года Стивенс вновь проиграл Конте, но на более ранней стадии третьего раунда. На Открытом чемпионате США она выбыла уже в первом раунде и после этого лишилась места в топ-10. Концовка сезона прошла без сильных результатов и по итогу произошёл откат рейтинга до 25-го места по итогам сезона.

### 2020—2022 (продолжение спада в игре)
Неполноценный сезон 2020 года для Стивенс оказался крайне неудачным. За 11, проведенных в сезоне, турниров она выиграла всего четыре матча, а лучшим результатом стал выход в третий раунд Открытого чемпионата США в сентябре. По итогам сезона рейтинг американки снизился до 39-го места. В 2021 года спад продолжился, однако на некоторых турнирах она показывала хорошую игру. В апреле Стивенс вышла в четвертьфинал турнира в Чарлстоне. В мае перед Ролан Гаррос она вышла в полуфинал турнира в Парме. На Открытом чемпионате Франции Слоан смогла во втором раунде обыграть № 10 в мире Каролину Плишкову и в целом пройти в четвёртый раунд. На Уимблдоне и Открытом чемпионате США она доиграла до третьего раунда. В рейтинге падение в целом продолжилось и 2021 год она завершила на 64-м месте рейтинга.
В феврале 2022 года Стивенс выиграла первый титул за четыре года, став победительницей турнира в Гвадалахаре. На Открытом чемпионате Франции Стивенс удалось впервые с 2019 года выйти в 1/4 финала на данном турнире и в целом на «Больших шлемах». В матче за выход в полуфинал она проиграла соотечественнице Кори Гауфф.

## Итоговое место в рейтинге WTA по годам
| Год  | Одиночный рейтинг | Парный рейтинг |
| ---- | ----------------- | -------------- |
| 2023 | 48                | 629            |
| 2022 | 37                | 330            |
| 2021 | 64                | 1348           |
| 2020 | 39                | 628            |
| 2019 | 25                | 1156           |
| 2018 | 6                 | 211            |
| 2017 | 13                | 166            |
| 2016 | 36                | 887            |
| 2015 | 30                | 383            |
| 2014 | 37                | 722            |
| 2013 | 12                |                |
| 2012 | 38                | 180            |
| 2011 | 97                | 94             |
| 2010 | 198               | 526            |
| 2009 | 802               | 694            |
| 2008 | 496               | 845            |

По данным официального сайта WTA.

## Выступления на турнирах

### Финалы турниров Большого шлема в одиночном разряде (2)

#### Победы (1)
| №  | Год  | Турнир                 | Покрытие | Соперница в финале | Счёт    |
| 1. | 2017 | Открытый чемпионат США | Хард     | Мэдисон Киз        | 6-3 6-0 |

#### Поражения (1)
| №  | Год  | Турнир                     | Покрытие | Соперница в финале | Счёт        |
| 1. | 2018 | Открытый чемпионат Франции | Грунт    | Симона Халеп       | 6-3 4-6 1-6 |

### Финалы Итоговых турнировWTAв одиночном разряде (1)

#### Поражения (1)
| №  | Год  | Турнир         | Покрытие   | Соперница в финале | Счёт        |
| 1. | 2018 | Финал тура WTA | Хард (зал) | Элина Свитолина    | 6-3 2-6 2-6 |

### Финалы турнировWTAв одиночном разряде (11)

#### Победы (8)
| Легенда:                                   |
| ------------------------------------------ |
| Турниры Большого шлема (1)*                |
| Олимпиада (0)                              |
| Итоговый турнир WTA (0)                    |
| Premier Mandatory / WTA 1000 Mandatory (1) |
| Premier 5 / WTA 1000 (0)                   |
| Premier / WTA 500 (1+1)                    |
| International / WTA 250 (5)                |

| Титулы по покрытиям | Титулы по месту проведения матчей турнира |
| ------------------- | ----------------------------------------- |
| Хард (6)*           | Зал (1)                                   |
| Грунт (2+1)         | Зал (1)                                   |
| Трава (0)           | Открытый воздух (7+1)                     |
| Ковёр (0)           | Открытый воздух (7+1)                     |

* количество побед в одиночном разряде + количество побед в парном разряде.
| №  | Дата            | Турнир                 | Покрытие    | Соперница в финале     | Счёт           |
| 1. | 9 августа 2015  | Вашингтон, США         | Хард        | Анастасия Павлюченкова | 6-1 6-2        |
| 2. | 9 января 2016   | Окленд, Новая Зеландия | Хард        | Юлия Гёргес            | 7-5 6-2        |
| 3. | 27 февраля 2016 | Акапулько, Мексика     | Хард        | Доминика Цибулкова     | 6-4 4-6 7-6(5) |
| 4. | 10 апреля 2016  | Чарлстон, США          | Грунт       | Елена Веснина          | 7-6(4) 6-2     |
| 5. | 9 сентября 2017 | Открытый чемпионат США | Хард        | Мэдисон Киз            | 6-3 6-0        |
| 6. | 31 марта 2018   | Майами, США            | Хард        | Елена Остапенко        | 7-6(5) 6-1     |
| 7. | 27 февраля 2022 | Гвадалахара, Мексика   | Хард        | Мария Боузкова         | 7-5 1-6 6-2    |
| 8. | 21 апреля 2024  | Руан, Франция          | Грунт (зал) | Магда Линетт           | 6-1 2-6 6-2    |

#### Поражения (3)
| №  | Дата            | Турнир                     | Покрытие   | Соперница в финале | Счёт           |
| 1. | 9 июня 2018     | Открытый чемпионат Франции | Грунт      | Симона Халеп       | 6-3 4-6 1-6    |
| 2. | 12 августа 2018 | Монреаль, Канада           | Хард       | Симона Халеп       | 6-7(6) 6-3 4-6 |
| 3. | 28 октября 2018 | Финал тура WTA             | Хард (зал) | Элина Свитолина    | 6-3 2-6 2-6    |

### Финалы турнировWTA 125иITFв одиночном разряде (3)

#### Победы (2)
| Легенда:         |
| ---------------- |
| WTA 125 (1)*     |
| 100.000 USD (0)  |
| 75.000 USD (0)   |
| 50.000 USD (1)   |
| 25.000 USD (0)   |
| 10.000 USD (0+1) |

| Титулы по покрытиям | Титулы по месту проведения матчей турнира |
| ------------------- | ----------------------------------------- |
| Хард (0+1)*         | Зал (0)                                   |
| Грунт (2)           | Зал (0)                                   |
| Трава (0)           | Открытый воздух (2+1)                     |
| Ковёр (0)           | Открытый воздух (2+1)                     |

* количество побед в одиночном разряде + количество побед в парном разряде.
| №  | Дата        | Турнир                    | Покрытие | Соперница в финале | Счёт    |
| 1. | 15 мая 2011 | Реджо-нель-Эмилия, Италия | Грунт    | Анастасия Екимова  | 6-3 6-1 |
| 2. | 7 мая 2023  | Сен-Мало, Франция         | Грунт    | Грет Миннен        | 6-3 6-4 |

#### Поражения (1)
| №  | Дата        | Турнир          | Покрытие | Соперница в финале | Счёт    |
| 1. | 15 мая 2010 | Казерта, Италия | Грунт    | Ромина Опранди     | 3-6 3-6 |

### Финалы турнировWTAв парном разряде (2)

#### Победы (1)
| №  | Дата          | Турнир        | Покрытие | Партнёрша    | Соперницы в финале              | Счёт           |
| 1. | 7 апреля 2024 | Чарлстон, США | Грунт    | Эшлин Крюгер | Людмила Киченок Надежда Киченок | 1-6 6-3 [10-7] |

#### Поражения (1)
| №  | Дата           | Турнир         | Покрытие | Партнёрша   | Соперницы в финале         | Счёт    |
| 1. | 5 августа 2017 | Вашингтон, США | Хард     | Эжени Бушар | Сюко Аояма Рената Ворачова | 3-6 2-6 |

### Финалы турнировWTA 125иITFв парном разряде (2)

#### Победы (1)
| №  | Дата         | Турнир      | Покрытие | Партнёрша        | Соперницы в финале                | Счёт    |
| 1. | 28 июня 2008 | Уичита, США | Хард     | Кристина Макхейл | Доминика Дискова Ана Клара Дуарте | 6-3 6-2 |

#### Поражения (1)
| №  | Дата           | Турнир      | Покрытие   | Партнёрша      | Соперницы в финале               | Счёт    |
| 1. | 14 ноября 2010 | Финикс, США | Хард (зал) | Джулия Босеруп | Коко Вандевеге Татьяна Лужанская | 5-7 4-6 |

### Финалы турниров Большого шлема в смешанном парном разряде (2)

#### Поражения (2)
| №  | Год  | Турнир                       | Покрытие | Партнёрша   | Соперники в финале         | Счёт           |
| 1. | 2016 | Открытый чемпионат Австралии | Хард     | Хория Текэу | Елена Веснина Бруно Соарес | 4-6 6-4 [5-10] |
| 2. | 2016 | Открытый чемпионат США       | Хард     | Раджив Рам  | Лаура Зигемунд Мате Павич  | 4-6 4-6        |

### Финалы командных турниров (1)

#### Победы (1)
| №  | Год  | Турнир          | Команда                               | Соперник в финале                | Счёт |
| 1. | 2017 | Кубок Федерации | США К.Вандевеге, Ш.Роджерс, С.Стивенс | Беларусь А.Саснович, А.Соболенко | 3-2  |

## История выступлений на турнирах
По состоянию на 27 марта 2023 года
Для того, чтобы предотвратить неразбериху и удваивание счета, информация в этой таблице корректируется только по окончании участия там данного игрока.
| Турнир                       | 2008  | 2009          | 2010          | 2011          | 2012  | 2013          | 2014          | 2015          | 2016  | 2017          | 2018          | 2019          | 2020          | 2021          | 2022          | 2023          | Итог   | В/П за карьеру |
| ---------------------------- | ----- | ------------- | ------------- | ------------- | ----- | ------------- | ------------- | ------------- | ----- | ------------- | ------------- | ------------- | ------------- | ------------- | ------------- | ------------- | ------ | -------------- |
| Турниры Большого шлема       |       |               |               |               |       |               |               |               |       |               |               |               |               |               |               |               |        |                |
| Открытый чемпионат Австралии | -     | -             | -             | К             | 2Р    | 1/2           | 4Р            | 1Р            | 1Р    | -             | 1Р            | 4Р            | 1Р            | 1Р            | 1Р            | 1Р            | 0 / 11 | 12-11          |
| Открытый чемпионат Франции   | -     | -             | -             | 1Р            | 4Р    | 4Р            | 4Р            | 4Р            | 3Р    | -             | Ф             | 1/4           | 2Р            | 4Р            | 1/4           |               | 0 / 11 | 32-11          |
| Уимблдонский турнир          | -     | -             | -             | К             | 3Р    | 1/4           | 1Р            | 3Р            | 3Р    | 1Р            | 1Р            | 3Р            | НП            | 3Р            | 1Р            |               | 0 / 10 | 14-10          |
| Открытый чемпионат США       | К     | К             | К             | 3Р            | 3Р    | 4Р            | 2Р            | 1Р            | -     | П             | 1/4           | 1Р            | 3Р            | 3Р            | 2Р            |               | 1 / 11 | 24-10          |
| Итог                         | 0 / 0 | 0 / 0         | 0 / 0         | 0 / 2         | 0 / 4 | 0 / 4         | 0 / 4         | 0 / 4         | 0 / 3 | 1 / 2         | 0 / 4         | 0 / 4         | 0 / 3         | 0 / 4         | 0 / 4         | 0 / 1         | 1 / 43 |                |
| В/П в сезоне                 | 0-0   | 0-0           | 0-0           | 2-2           | 8-4   | 15-4          | 7-4           | 5-4           | 4-3   | 7-1           | 10-4          | 9-4           | 3-3           | 7-4           | 5-4           | 0-1           |        | 82-42          |
| Олимпийские игры             |       |               |               |               |       |               |               |               |       |               |               |               |               |               |               |               |        |                |
| Летняя олимпиада             | -     | Не проводился | Не проводился | Не проводился | -     | Не проводился | Не проводился | Не проводился | 1Р    | Не проводился | Не проводился | Не проводился | Не проводился | -             | Не проводился | Не проводился | 0 / 1  | 0-1            |
| Итоговые турниры             |       |               |               |               |       |               |               |               |       |               |               |               |               |               |               |               |        |                |
| Итоговый турнир WTA          | -     | -             | -             | -             | -     | -             | -             | -             | -     | -             | Ф             | -             | НП            | -             | -             |               | 0 / 1  | 4-1            |
| Трофей элиты                 | НП    | -             | -             | -             | -     | -             | -             | -             | -     | Группа        | -             | -             | Не проводился | Не проводился | Не проводился |               | 0 / 1  | 0-2            |

К — проигрыш в квалификационном турнире.